# Lady Gaga Enigma

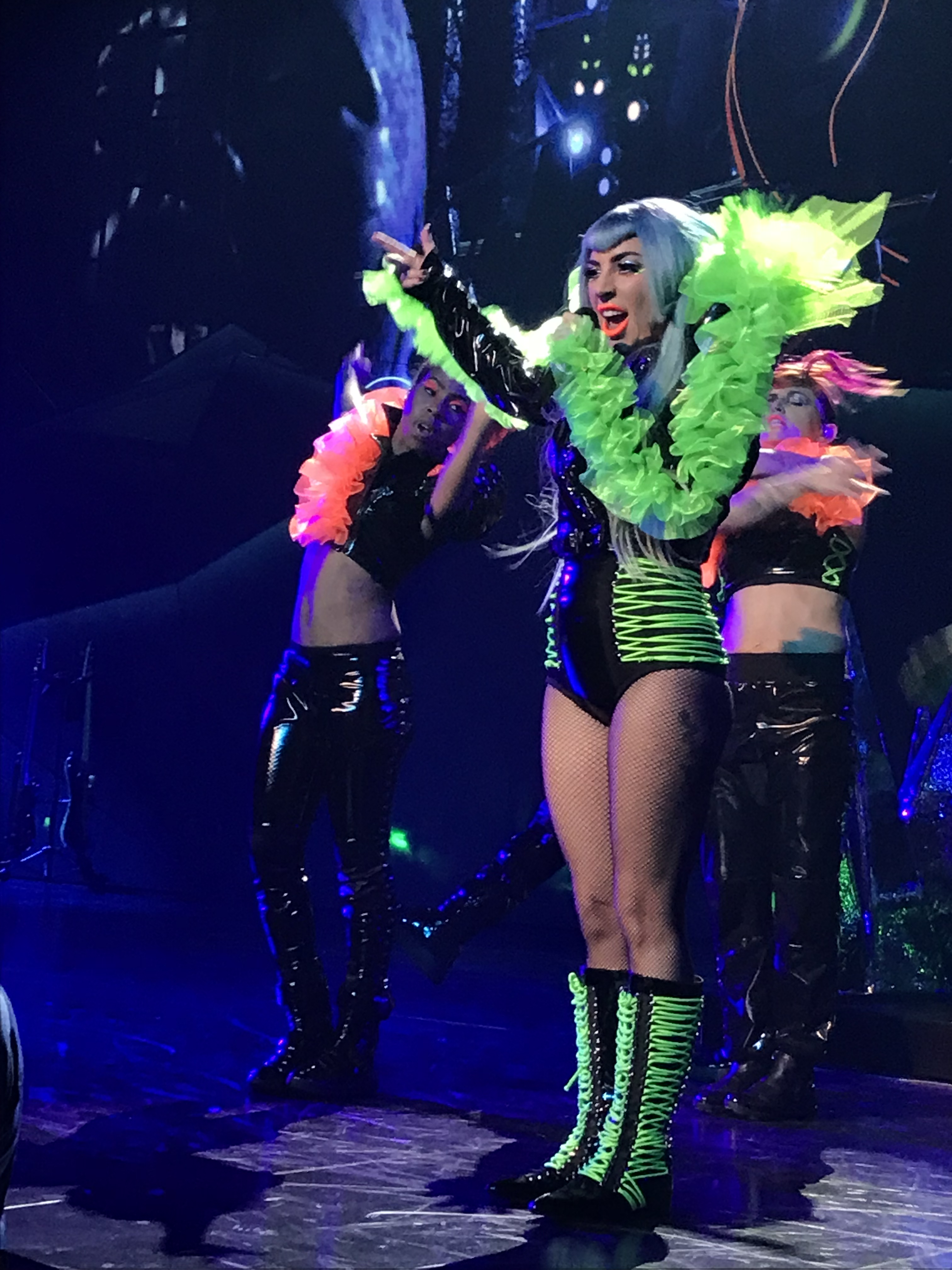
Gaga tijdens de tweede act van de Engima Tour.

Lady Gaga Enigma is een serie concerten van de Amerikaanse popzangeres Lady Gaga in het Park Theater, Park MGM in Las Vegas, die begon op 28 december 2018.

## Achtergrond
In december 2017 kondigde Lady Gaga haar 2-jarige residentie in Las Vegas in het Park Theater bij Park MGM, beginnend op 28 december 2018. De deal, naar verluidt ongeveer $100 miljoen waard, omvat 74 concerten met mogelijkheid tot verlenging. In juli 2018 had de website van Ticketmaster per ongeluk gegevens geüpload over een "2 Showbundel" voor de residentie met een voorlopige naam als Enigma en kaartverkoop vanaf het einde van die maand. De link werd snel verwijderd en de residentie werd uiteindelijk aangekondigd op 7 augustus 2018. Het kreeg de naam Lady Gaga Enigma met 27 concerten, te beginnen op 28 december 2018 tot 9 november 2019. Twee verschillende shows werden vermeld met het persbericht, met Enigma beschreven als een "gloednieuwe odyssee van [Gaga's] pophits gebouwd als een ervaring in tegenstelling tot andere," terwijl Lady Gaga Jazz & Piano met uitgeklede versies van haar liedjes begeleid door nummers uit het Great American Songbook. Gaga beschreef de show als "in tegenstelling tot alles wat ik eerder heb gedaan, het zal een viering zijn van alles wat uniek en anders is in ons." De uitdagingen van moed kunnen worden overwonnen met creativiteit en moed die is gegroeid uit tegenspoed, liefde en muziek." Voor de Jazz- en Pianoshows zijn vijf extra shows toegevoegd.
De zanger gaf een promotieaffiche af bij de aankondiging, gekleurd in dag-glo-verf. Ze droeg een neon groene tule jurk van ontwerpers Laurence & Chico, en latex handschoenen en badmuts van Vex Clothing. De foto werd gefotografeerd door Inez en Vinoodh en vormgegeven door Gaga's oude medewerker Nicola Formichetti. Matt Moen van Paper vond dat de poster terughoorde naar de mode-keuzes van Gaga tijdens The Fame Monster (2009) -periode, wat suggereert dat de zanger teruggaat naar avant-garde looks. Hij vond ook Las Vegas EDM en rave-invloeden in de poster, vergelijkbaar met een Electric Daisy Carnival. Formichetti werkte ook aan het maken van de kostuums voor de concertserie. Op 4 december 2018 deelde Gaga een video van de repetitie op haar Instagram-account en liet ze haar zien in een bodysuit met stippen erop, gebruikmakend van motion capture terwijl het nummer "Aura" op de achtergrond speelde. Ze nam ook een titulair nieuwe identiteit aan in een van de video's en noemde zichzelf Enigma. Er werd ook bevestigd dat Gaga "Million Reasons" en "Shallow" op haar piano zal uitvoeren.

## Tickets
De voorverkoop voor de show begon op 8 augustus 2018 voor Gaga's fanclubleden, gevolgd door Citi-bankkaarthouders de volgende dag, waardoor ze een vroege kans kregen om de tickets te bemachtigen. Er was ook een voorverkoop voor MGM-leden en klanten van Live Nation en Ticketmaster die van 11 tot 12 augustus liepen. De volgende dag zouden tickets voor de show beschikbaar zijn voor het grote publiek, inclusief de algemene boekingen en VIP-pakketten voor meet-and-greet.

## Setlist

### Enigma
1. Just Dance
2. Poker Face
3. LoveGame
4. Dance in the Dark
5. Beautiful, Dirty, Rich
6. The Fame
7. Telephone
8. Applause
9. Paparazzi
10. Aura
11. Scheiße
12. Judas
13. Government Hooker
14. I'm Afraid of Americans (cover van David Bowie)
15. The Edge of Glory
16. Alejandro
17. Million Reasons
18. Yoü and I
19. Bad Romance
20. Born This Way
21. Shallow